# Militär grundutbildning

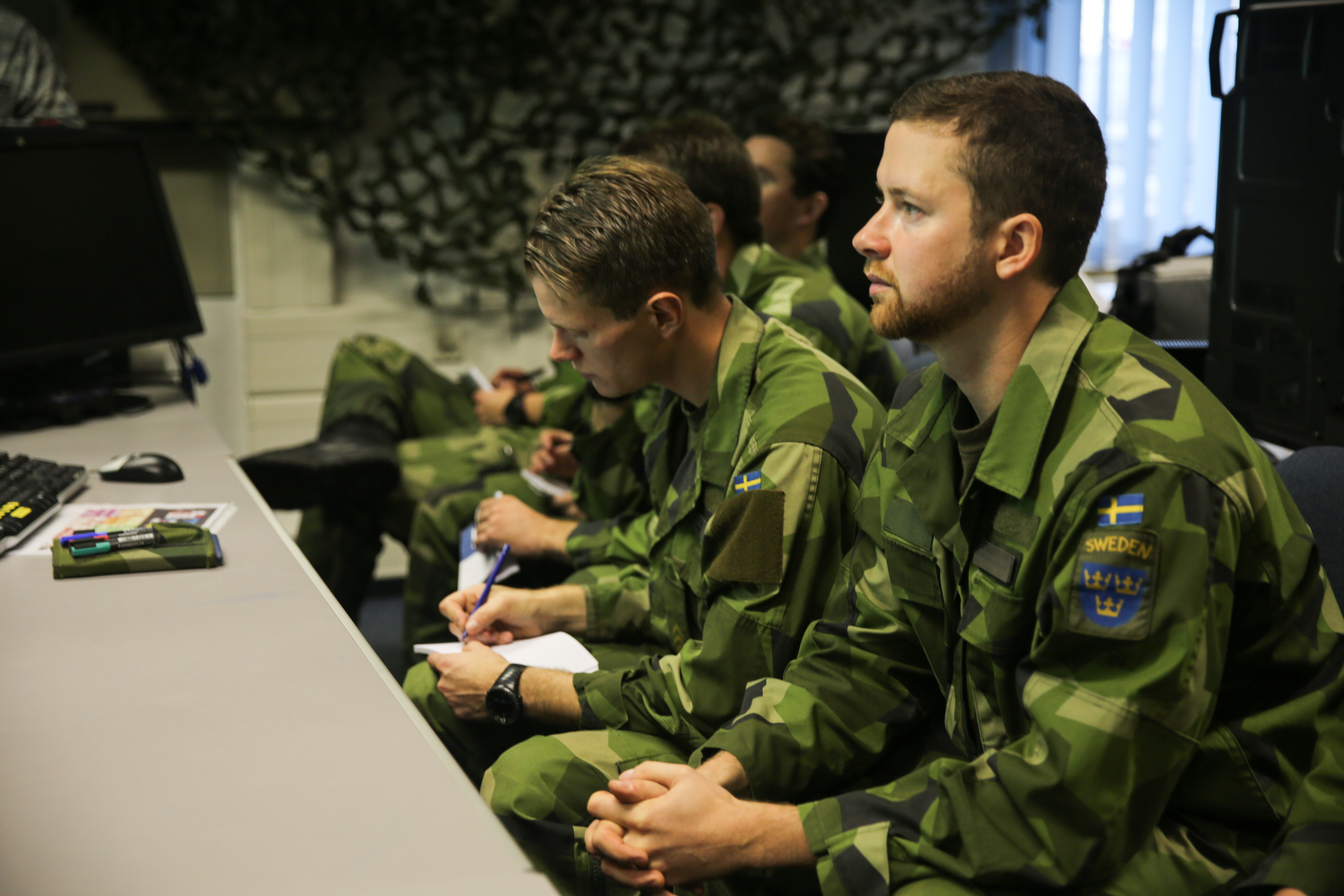

Militär grundutbildning (GU) är den 6–18 månader långa utbildningen som är första steget in i Försvarsmakten. Grundutbildningen genomförs i två delar; grundläggande militär utbildning (GMU) och befattningsutbildning (BU). Den som genomför grundutbildningen omfattas av totalförsvarsplikten.

## Behörighetskrav
För att bli antagen till militär grundutbildning erfordras vissa krav för att man ska ha rätt förutsättningar att tillgodoräkna sig utbildningen. Grundkraven är följande:
- Rekryten ska vara minst 18 år fyllda  vid ansökningstillfället och måste avsluta grundutbildningen senast det år då den fyller 45

Utöver grundkraven utförs olika tester hos Plikt- och prövningsverket vid mönstringen för att säkerställa att man uppfyller de psykiska, fysiska och medicinska krav som ställs. Kravprofilerna varierar beroende på vilka arbetsuppgifter som det är tänkt att man skall utföra. Utöver det kan vissa särskilda krav ställas (utökad mönstring) beroende på vilken befattning rekryten sökt. Vidare behöver man uppfylla en godkänd säkerhetsprövning för att bli antagen till GMU.

## Grundläggande militär utbildning (GMU)
Den grundläggande militära utbildningen varar i 3 månader (12 veckor) och syftar till att ge samtliga individer samma grund att stå på inom Försvarsmakten. GMU är uppdelad i 7 delar.

### Koll på läget (Vecka 1)
Utbildningens första skede syftar till att bekanta rekryten med sin nya miljö. Exercisutbildning och skjutövningar genomförs.

### Patrull (Vecka 2-4)
Under vecka 2-4 påbörjas stridsutbildningen och rekryten lär sig fungera i en grupp med andra personer.

### Försvara (Vecka 5-7)
Under vecka 5-7 lär sig rekryten grunderna i att skydda område och objekt. Rekryten lär sig även hur man skall agera om man utsätts för CBRN-stridsmedel.

### Skyddsvakten bevakar (Vecka 8-9)
Under vecka 8-9 lär sig rekryten juridik som är relevant till skyddsvaktstjänst. Rekryten fördjupar sig även inom skjut- och sjukvårdsutbildningen.

### Individuella dagar (Vecka 10)
Vecka 10 tillägnas till att ta igen aktivitet och examinationer som rekryten kan ha missat under utbildningen hittills. Rekryten får även möjligheten att kontakta en yrkesvägledare om denne ämnar fortsätta sitt engagemang inom Försvarsmakten.

### Aldrig ge upp (Vecka 11)
Även kallad AGU. Vecka 11 är en fältövning där samtliga delar av utbildningen prövas under 8 dagar varav ett dygn genomförs ensamt. Syftet med denna fältövning är att stärka rekrytens självinsikt och självförtroende.

### Avslutning (Vecka 12)
Sista veckan ägnas åt att vårda materiel och lokaler innan befattningsutbildningen påbörjas.

## Befattningsutbildning (BU)
Vid genomgången godkänd militär grundutbildning kan man genomföra befattningsutbildningen för att ta anställning inom Försvarsmakten. Befattningsutbildningens varaktighet varierar beroende på vilken befattning rekryten skall utbildas i. För utbildning till reguljär soldat eller sjöman är utbildningen oftast 9 månader. Om rekryten skall utbildas till befäl eller annan särskild befattning kan utbildningen vara i 15 månader. 
De rekryter som siktar in sig på att bli hemvärnssoldat genomgår en 6 - 9 månader lång utbildning beroende på befattning. Rekryter som siktar in sig på att bli specialistofficer eller officer genomgår en grundutbildning mot officer som varar under tre terminer (1,5 år).